# ニュースワイド茨城
『ニュースワイド茨城』（ニュースワイドいばらき、英称：NEWS WIDE IBARAKI）は、NHK水戸放送局が2009年（平成21年）3月30日から2015年（平成27年）3月27日まで総合テレビジョンで茨城県向けに放送したローカルニュース番組である。

## 概要
NHK水戸放送局では、2004年（平成16年）10月1日に関東のNHKで初となる県域テレビ放送をデジタル放送で開始した。それとともに開始した番組が、前身の『いばらきわいわいスタジオ』である。
2009年10月で県域デジタル放送が5年となることから、水戸局ではそれまでの成果を踏まえたうえで編成の抜本見直しを行った。その結果、茨城県民は確かに地元の情報を求めていたものの、一方で首都圏としての情報も求めていたことが浮き彫りになった。それは、『いばらきわいわいスタジオ』が当初2時間の大型ワイド番組であったにもかかわらず、最後には他県と同じ単なる18時台のローカルニュースとなったことにも現れた。
これらを踏まえ、純粋に茨城県のその日1日を伝えるニュース番組として、新たに編成されることになった。そして夕方はこの番組に資源を集中させるため、『FM水戸アップデート』も終了させ、東京発の『サンセットパーク』の放送に切り替えた。
2011年3月11日以降、東北地方太平洋沖地震（東日本大震災）の影響で同年4月8日まで番組を一時休止していたが、同年4月12日から放送を再開。同時にスタジオセットとテロップデザインをリニューアルした。
なお、同時間帯に関東地方ブロックネットで放送される『首都圏ネットワーク』は、茨城県では全編ネットしていない。

## 放送時間
- 平日　18:10 - 19:00（JST）

※番組枠としては上記であるが、EPGではこの番組から東京発の全国気象情報を放送する関係で、18:52終了と表記されている。これは、同様の対応をとる各局共通の「技術的仕様」である（一部放送局では内包扱い）。
※2011年4月12日から6月10日まで『震災に負けない ゆうどきネットワーク』第2部を放送する関係で、18:30から放送された（20分短縮）。
※祝日は休止となり、18:45から茨城県内のニュースを放送する。

## 出演者
| 期間          | 期間           | キャスター | キャスター          | リポーター | 気象予報士 |
| ------------- | -------------- | ---------- | ------------------- | ---------- | ---------- |
| 2009年3月30日 | 2010年3月26日  | 大木浩司   | 根岸紘子            | 水谷麻子   | 渡邊千保   |
| 2010年3月29日 | 2011年3月10日  | 芳賀健太郎 | 根岸紘子 長谷川静香 | 五十嵐利恵 | 渡邊千保   |
| 2011年4月8日  | 2011年9月30日  | 芳賀健太郎 | 今野美由紀          | 根岸紘子   | 渡邊千保   |
| 2011年10月3日 | 2011年10月31日 | 芳賀健太郎 | 今野美由紀          | 根岸紘子   | 安西浩子   |
| 2011年11月1日 | 2011年12月28日 | 芳賀健太郎 | 今野美由紀          | 根岸紘子   | 本庄美奈子 |
| 2012年1月4日  | 2013年3月29日  | 芳賀健太郎 | 今野美由紀          | （不定）   | 本庄美奈子 |
| 2013年4月1日  | 2014年3月28日  | 岩野吉樹   | 石井優香 小林巳記   | （不定）   | 天川和菜子 |
| 2014年3月31日 | 2014年10月3日  | 岩野吉樹   | 高橋温美 杉尾美幸   | （不定）   | 天川和菜子 |
| 2014年10月6日 | 2015年3月27日  | 髙橋康輔   | 高橋温美 杉尾美幸   | （不定）   | 天川和菜子 |

コーナー担当者
- 長谷川静香（2011年度以降『ハングリーハンター』企画担当）
- 岩野吉樹（2011年度メディアコラボ共同企画『茨城魂!』主担当）
- 齋藤有希（2012年度『いばスポ!』担当）
- 河村太朗（2013年度以降『いばスポ!』担当）
- 杉尾美幸（2013年度『いばスポ!』担当、河村と隔週交代）

備考
- 大木、渡邊は前番組『いばらきわいわいスタジオ』からの続投。
- 気象予報士は平日昼の『気象情報』水戸ローカルパートを兼務。
- 2010年度・2013-14年度の女性キャスターは隔週交替で担当。
- 芳賀と根岸は、前任地の高松放送局でもコンビを組んでいた時期がある。根岸は2011年いっぱいで退局したが、それ以前から根岸以外のアナウンサー・キャスターが積極的に取材・中継に出ることが多くなっていた。

## コーナー

### 2009年度
- （月）スポーツ
- （火）報道室便り
インタビューいばらき人
- （水）ワイド中継
- （木）フォーカスいばらき
ビデオレター
お天気豆知識
茨城カメラアイ
- （金）ニューススコープ
週末スポーツ
週末情報